# Vuelo 956 de Iran Air Tours
El vuelo 956 de Iran Air Tours era un vuelo nacional iraní de Iran Air Tours operado por un Tupolev Tu-154M que se estrelló 370 km al suroeste de Teherán (Irán) el 12 de febrero de 2002. Durante una aproximación de no precisión a la pista 11, el avión impactó la montaña Kuh-e Sefid a una altitud 9.100 pies, tres millas náuticas a la izquierda del eje de la pista. Los 12 tripulantes y los 107 pasajeros murieron en el accidente. El avión transportaba a cuatro funcionarios del gobierno.

## Aeronave y tripulación
La aeronave involucrada era un Túpolev Tu-154M, con número de fabricante 91A-871 y número de serie 08-71. Construido por Aviakor, realizó su primer vuelo el 21 de mayo de 1991 y fue entregado al Ministerio de Aviación Civil en junio de 1991, que le asignó el número de matrícula de la aeronave CCCP-85698 y lo envió al Departamento de Azerbaiyán. En 1993, el avión se volvió a registrar como 4K-85698, el registro de aeronave para Azerbaiyán como resultado del colapso de la Unión Soviética.
Después de una revisión, el avión fue arrendado para pagar el trabajo por ARZ-400, que a su vez lo subarrendó a la empresa búlgara Balkan Bulgarian Airlines en mayo de 2000. El registro se cambió a LZ-LTO, y en diciembre de 2000, fue subarrendado a otro Compañía búlgara, Bulgarian Air Charter, con el registro nuevamente cambiado a LZ-LCO. El 21 de enero de 2002, Bulgarian Air Charter subarrendó el avión a Iran Air Tours y el registro cambió a EP-MBS. En total, al día del accidente, la aeronave acumulaba 12.701 horas de vuelo y 5516 ciclos. Estaba equipado con tres motores turborreactores Soloviev D-30KU-154. El capitán Parviz Ahmadifar y el copiloto Thamer Zuhairi estuvieron a cargo de este vuelo junto a 10 sobrecargos a bordo.

## Accidente
El vuelo 956 de Iran Air Tours partió de Teherán a Jorramabad a las 7:30 am con 12 tripulantes y 107 pasajeros a bordo. Entre los pasajeros había 4 funcionarios del gobierno y al menos 4 pasajeros españoles. El aterrizaje se realizó en malas condiciones meteorológicas, desviándose la tripulación 3 kilómetros (1,9 mi; 1,6 nmi) del eje izquierdo de la pista. Aproximadamente a 15 millas (24 km; 13 millas náuticas) del aeropuerto, a una altitud de 9100 pies (2800 m) sobre el nivel del mar, el Tu-154 se estrelló contra la montaña Kuh-e Sefid cerca del pueblo de Sarab-e Dowreh y explotó. Los 119 ocupantes a bordo murieron. En primer lugar, los periódicos indicaron erróneamente 117 muertos.

## Causa
Se sabe que la aeronave no pudo realizar el IFR requeridoaproximación debido a que el aeropuerto no tenía los asistentes de navegación de estilo soviético y estaba realizando una aproximación VFR en condiciones climáticas adversas. Basado en el CVR, el copiloto advirtió al capitán de las advertencias de la aeronave, pero fue ignorado debido al exceso de confianza del capitán. La Guardia Revolucionaria declaró que la causa del accidente fue un error del piloto. No hubo investigación sobre la causa del accidente. Como la mayoría de los accidentes aéreos en Irán, se declaró que la causa fue el error del piloto que falleció y no tuvo la oportunidad de decir la verdad.
Según testigos locales, el avión se incendió antes de chocar contra la montaña. Por lo tanto, ha habido especulaciones en las redes sociales sobre la posibilidad de que un misil de defensa aérea del Cuerpos de la Guardia Revolucionaria Islámica golpee este avión, lo cual fue un poco exagerado en ese momento, pero ahora considerando el derribo del avión ucraniano, esta posibilidad tampoco está lejos de la mente.

## Consecuencias
Poco después del accidente hubo llamados a la renuncia o destitución del Ministro de Transporte, Ahmad Khorram, así como al jefe de la organización de aviación civil Behzad Mazheri. Unos 150 diputados escribieron una carta al presidente Mohammad Jatamí, pidiéndole que tome las medidas necesarias para investigar las causas del accidente.
Otra razón citada para la catástrofe fueron las sanciones estadounidenses contra Irán, que impidieron que las aerolíneas iraníes obtuvieran piezas de repuesto para los aviones Boeing comprados antes de la Revolución iraní de 1979. En cambio, se vieron obligados a operar aviones antiguos de la era postsoviética. Iran Air Tours anunció que dejaría de operar aviones Tupolev, pero esta acción nunca se implementó.